# Famille Torlonia
 (juillet 2024).
Si vous disposez d'ouvrages ou d'articles de référence ou si vous connaissez des sites web de qualité traitant du thème abordé ici, merci de compléter l'article en donnant les références utiles à sa vérifiabilité et en les liant à la section « Notes et références ».
La maison Torlonia est une famille subsistante de la noblesse pontificale, qui a amassé une importante fortune entre le XVIIIe et le  XIXe siècle en administrant les finances du Vatican. 

## Historique
Le premier membre notable de la famille Torlonia fut Marino Torlonia (1725-1785), Auvergnat de modeste condition, qui devint un richissime banquier à Rome. Né Marin Tourlonias, il était le fils d'Antoine Tourlonias, marchand et paysan d'Auvergne. Son grand-oncle était le prêtre de la paroisse d'Augerolles et l'aida à devenir assistant d'un abbé influent. Marin s'installa finalement à Rome, près de la Piazza Trinita dei Monti, où il devint marchand de vêtements et prêteur sur gages. Ce fut l'origine de la banque familiale, fondée plus tard par son fils, Giovanni Torlonia.
Giovanni Torlonia devint l'administrateur des finances du Vatican, et fut créé duc de Bracciano et comte de Pisciarelli (it) par le pape Pie VI en 1794 en remerciement de ses loyaux services. En 1803, Pie VII le fit marquis de Romavecchia e Turrita et prince de Civitella Cesi (it). Il devint en outre patricien romain en 1809, dignité confirmée par le pape le 19 janvier 1813, et duc de Poli e Guadagnolo (it) en 1820. Il fit notamment construire la villa Torlonia à Rome. Il se maria à Anna Maria Chiaveri (née Schulteiss), veuve et membre d'une famille de banquiers originaires de Donaueschingen en Allemagne du sud. En 1820, la famille Torlonia devint propriétaire du palais Giraud-Torlonia puis du palais Nuñez-Torlonia en 1842, tous deux situé à Rome.
Leopoldo Torlonia, l'un des petits-fils de Giovanni, fut maire de Rome de 1882 à 1887.
En 1907, son arrière-petit-fils, Marino Torlonia devint le quatrième prince de Civitella-Cesi, un titre dont il hérita après la mort de son frère, Augusto, en 1906. Augusto avait reçu ce titre de leur grand-oncle paternel, Alessandro, frère cadet du grand-père d'Augusto et Marino, Giulio. Marino épousa une riche américaine, Mary Elsie Moore dont il eut un fils, Don Alessandro Torlonia, cinquième prince de Civitella-Cesi, qui se maria avec l'infante Béatrice d'Espagne, fille du roi Alphonse XIII ; et une fille, Donna Marina Torlonia di Civitella-Cesi, qui épousa le joueur de tennis américain, Francis Shields, et grand-mère de l'actrice Brooke Shields. 
La famille Torlonia est l'une des quelques familles aristocratiques italiennes qui ont préservé leur place à la cour du pape après le motu proprio « Pontificalis Domus » de 1969. Aujourd'hui, les seules dignités héréditaires encore en vigueur au Vatican sont celles de princes assistants au trône pontifical. Elles sont actuellement détenues par Alessandro Torlonia et Marcantonio Colonna, prince et duc de Paliano. La famille Torlonia accéda à cette dignité en 1958, y prenant la succession de la Maison Orsini qui la détenait depuis 1735.
Cette famille a réuni la plus grande collection particulière d'antiques au monde, gérée par la fondation Torlonia.

## Filiation
- Marin Tourlonias, puis Marino Torlonia (Augerolles, 1725-Rome, 21 mars 1785) ép. Mariangela Lanci
  - Giovanni Raimondo Torlonia (Sienne, 1754-Rome, 25 février 1829), 1er prince de Civitella Cesi (1814), duc de Bracciano (1794) et de Poli e Guadagnolo (1820), ép. Anna Maria Schultheiss (Donaueschingen, 23 août 1760-Rome, 4 novembre 1840)
    - Marino Torlonia (Rome, 6 septembre 1795-Rome, 30 septembre 1865), duc de Bracciano et de Poli e Guadagnolo, ép. Anna Sforza Cesarini
      - Giulio Torlonia (Rome, 15 avril 1824-Rome, 22 juin 1871), duc de Poli e Guadagnolo, ép. Teresa Chigi-Albani
        - Leopoldo Torlonia (Rome, 25 juillet 1853-Frascati, 23 octobre 1918), duc de Poli e Guadagnolo, ép. en 1886 Eleonora Monroy (1862-1891), puis en 1892 Amalia Colonna (1860-1953)
          - Teresa Stefania Filomena Torlonia (Rome, 1887-Barabarasano di Salò, 1968);  ép. en 1913 Giuliano Terzi (Brescia, 1874-Graglia, 1927), puis en 1929 Italo Bonardi (Brescia, 1878)
          - Giulio Torlonia (Frascati, 30 octobre 1889-Milan 23 mai 1919), duc de Poli e Guadagnolo
          - Flaminia Torlonia (Rome, 28 mai 1893-Rome, 30 janvier 1989)
          - Anna Maria Torlonia (Frascati, 15 octobre 1894-Rome, 17 décembre 1960), ép. en 1925 Francesco Chigi della Rovere (Rome, 1881-Rome, 1953)
          - Maria Concetta Torlonia (Frascati, 15 octobre 1895-Castel Fusano, 5 décembre 1923); ép. en 1919 Francesco Chigi della Rovere (Rome, 1881-Rome, 1953)
          - Andrea Torlonia (Frascati, 4 septembre 1899-Rome, 2 février 1973), duc de Poli e Guadagnolo, ép. en 1920 Emanuela Spinola (Gênes, 1894-Gênes, 1993)
            - Leopoldo Torlonia (1921-1945)
            - Augusto Torlonia (1924-1995), duc de Poli e Guadagnolo, ép. en 1960 Federica Schiaffino
              - Giulio Torlonia (1962), duc de Poli e Guadagnolo, ép. en 1990 Emmanuela Dottorini
                - Leopoldo Torlonia (1993)

            - Paolo Torlonia (1926-1967), ép. en 1951 Françoise Roger (1927-1996)
              - Emanuela Torlonia (1952), ép. Duccio Bartalucci
              - Leopoldo Torlonia (1953), ép. en 1981 Cinzia di Campello (1956)
                - Maria Sole Torlonia (1985), ép. en 2014 Filippo Fani Ciotti
                - Emanuela Torlonia (1988)
                - Paolo Torlonia (1997)

            - Emanuele Torlonia (1929-1994) ép. en 1954 Gioja Missiroli (1928-2022)
            - Giovanni Torlonia (1931-1981), ép. en 1960 Agnese Theodoli (1941)
              - Andrea Torlonia (1961), ép. en 1988 Sania Imperiali
                - Giovanni Torlonia (1992)
                - Emanuele Torlonia (1995)

              - Guido Alberto (b.Rome 7 Sep 1963)

        - Augusto Torlonia (Rome, 20 janvier 1855-Borgo San Donnino, 17 avril 1926), 3e prince de Civitella Cesi
        - Stanislao Torlonia (Rome, 24 octobre 1856-Rome, 8 septembre 1895)
        - Maria Leopoldina Torlonia (Rome, 1er février 1858-Rome, 21 décembre 1861)
        - Flaminia Torlonia (Florence, 20 août 1860-Rome, 1er janvier 1918), ép. en  1885 Francesco Marignoli, marquis de Montecorona (Spolète, 4 avril 1861-Montecorona, 23 novembre 1909)
        - Marino Torlonia (29 juillet 1861–5 mars 1933), 4e prince de Civitella Cesi, ép. Mary Elsie Moore
          - Olimpia Torlonia
          - Alessandro Torlonia (7 décembre 1911–mai 1986), 5e prince de Civitella Cesi, ép. infante Béatrice d'Espagne
            - Victoria Sandra Torlonia (14 février 1936-31 décembre 2014), ép. Clemente Lecquio di Assaba (1925-1971)
            - Marco Alfonso Torlonia (2 juillet 1937 5 décembre 2014), 6e prince de Civitella Cesi, ép. Orsetta Caracciolo di Castagneto (1940-1968), puis Philippa Catherine McDonald (1942 ), puis Blažena Anna Helena Svitáková (1940)
              - Giovanni Torlonia (18 avril 1962), 7e prince de Civitella Cesi, ép. Carla De Stefanis (Rome, 23 novembre 1966)
                - Stanislao Torlonia (janvier 2005)

              - Vittoria Eugenia Torlonia (1971), ép. Kenneth Lindsay (1970)
              - Caterina Torlonia (1974), ép. Stefano d'Albora (1966)

            - Marino Ricardo Francesco Giuseppe Torlonia (13 décembre 1939-28 décembre 1995)
            - Olimpia Emanuela Enrichetta Maria Torlonia (27 décembre 1943), ép. Paul-Annik Weiller (1933-1998)

          - Cristina Torlonia (1913-1974), ép. en Daniel Lord (1908-1969), puis en 1942 Alexander John Marshall Tuck (1892-1955), puis en 1951 David Willard Pennock Jewitt (1921-2001)
          - Marina Torlonia (22 octobre 1916-15 septembre 1960), ép. Frank Shields (18 novembre 1909 à New York-19 août 1975 à New York), puis Edward W. Slater

        - Guido Torlonia (Rome, 26 janvier 1865-San Remo, 23 mars 1929), ép. Giuseppina Lanzani
          - Emma Torlonia († 1965), ép. en 1914 Francesco Monticelli (Milan, 1892-Milan, 1984)

        - Alfonso Torlonia (1868-1887)

      - Giovanni Torlonia (22 février 1831-9 novembre 1858), ép. Francesca Ruspoli (1830-1902)
        - Clemente Torlonia (1852-1899), ép. en 1888 Tereza de Heredia (1868)

    - Teresa Torlonia (1797-1842), ép. en 1812 Francesco Marescotti
    - Carlo Torlonia (Rome, 18 décembre 1798–Rome, 1er janvier 1848)
    - Alessandro Raffaelle Torlonia (Rome, 1er janvier 1800-Rome, 7 février 1886), 2e prince de Civitella Cesi, 1er prince del Fucino (1875), ép. Teresa Colonna (1823-1875)
      - Anna Maria (1855-1901), ép. Giulio Borghese, qui prend le nom de Giulio Torlonia en 1873, 2e prince del Fucino
        - Giovanni Torlonia (Rome, 10 octobre 1873-8 avril 1938), 2e prince del Fucino, 1er prince Torlonia (1929)
        - Carlo Torlonia (Rome, 19 décembre 1874-12 mars 1947), 3e prince del Fucino, 2e prince Torlonia, 1er prince de Canino e Musignano (Canino ; 1934), ép. en 1907 Angela Benfenati (Nice, 20 novembre 1878), divorce en 1920, puis en 1922 Paolina Pignoloni (Ascoli, 27 juin 1887-Rome, 12 décembre 1925)
          - Anna Maria Torlonia (1923-2000)
          - Giulia Torlonia (1924), ép. en 1949 Virginio Borghese
          - Alessandro Torlonia (1925-2017), 4e prince del Fucino, 3e prince Torlonia, 2e prince de Canino e Musignano, prince assistant au trône pontifical (1958), ép. en 1950 Anna Maria del Drago (1930)
            - Carlo Torlonia (1951)
            - Paola Torlonia (1956)
            - Francesca Torlonia (1958)
            - Giulio Torlonia (1963)

      - Giovanna Giacinta Carolina Torlonia (1856-1875)

    - Maria Luisa Torlonia (1804-1883), ép. en 1823 le prince Domenico Orsini, 17e duc de Gravina

## Littérature
L'écrivain auvergnat Henri Pourrat évoque la saga des Torlonia en ouverture de son roman : Gaspard des Montagnes (1922).